# Hypercorrection
 (août 2009).
En linguistique, l'hypercorrection est la généralisation fautive de règles grammaticales, sous l'effet d'une pression sociolinguistique. En d'autres termes, des locuteurs cherchant à se conformer à des règles perçues comme valorisantes produisent en fait des formes incorrectes.
L'hypercorrection consiste également à combattre autour de soi des usages linguistiques corrects perçus à tort comme fautifs. Exemple : la croyance erronée propagée par Voltaire selon laquelle la locution « par contre » serait fautive, bien qu'elle ne le soit aucunement, porte certaines personnes à la remplacer systématiquement par la locution « en revanche ».

## Linguistique
L'hypercorrection est due à des phénomènes linguistiques (analogie, contamination, régularisation...) utilisés de manière fautive et dans les situations voulues formelles et normées : le locuteur essaie de pallier l'insécurité linguistique qu'il ressent.
Une manifestation courante de l'hypercorrection se trouve dans les liaisons erronées (non justifiées par l'orthographe). Par exemple, lorsque la phrase il va être midi est prononcée [ilvatɛtʁ(ə)midi] (« il va-t-être midi »), le locuteur révèle une volonté de faire les liaisons à chaque fois qu'il le faut, à tel point qu'il en fait même quand l'orthographe ne le justifie pas.
L’hypercorrection est souvent aussi due à l’orthographe. Par exemple, les locutions « Crédit agricole », « gouvernement actuel » seront prononcées [kʁeditaɡʁikœl] et [ɡuvɛʁnəmɑ̃taktɥɛl] alors qu'en français standard, il n'y a pas de liaison au singulier pour ces mots. La prononciation comme géminée de certaines consonnes doubles à l'écrit relève elle aussi de l'hypercorrection (nourriture prononcé [nuʀ.ʀityʁ]).

### Exemples d'hypercorrections

#### Orthographique
- Ajout fautif de « h » non étymologique : hypoténuse et étymologie orthographiés fautivement hypothénuse[3] et éthymologie.
- Ajout fautif d'accents circonflexes : faîtes comme chez vous (par analogie avec le passé simple, appartenant au registre soutenu), une tâche de peinture.
- Ajout fautif de « s » après une consonne muette : le camps[4].
- Ajout fautif de « ç » devant un « i » ou un « e ».
- Retrait d'accentuation des lettres majuscules sous prétexte de modernisme[5].

#### Grammaticale
- Phrase avec un verbe au subjonctif après la locution conjonctive après que[6].
- Cumuls d'éléments ayant la même fonction au sein d'un même énoncé, produisant un pléonasme.
  - Lorsque le locuteur cumule deux procédés morpho-syntaxiques (« est-ce que » et l'inversion de pronom clitique) pour marquer le caractère interrogatif d'un énoncé : « Est-ce qu'en recréant le monde, le roman ne nous apprend-il pas à mieux le connaître ? »[7].
  - Des redondances du type « c'est de… dont… »[8]. Exemple fautif : « C'est de sa mère dont cet enfant a besoin. » Il faut choisir entre les formes suivantes : « C'est de sa mère que cet enfant a besoin » ou « C'est sa mère dont cet enfant a besoin ». En français classique, cette redondance était pratiquée jusque chez les meilleurs auteurs. Ainsi, dans la Princesse de Clèves de Madame de La Fayette, : « M. de Nemours, alors caché dans le parc, entend ce discours. Il ne peut croire que c'est de lui dont parle la princesse : malgré les signes de son attachement, il ne s'en sait pas si fort aimé. »

#### Lexicale
- La substitution à un mot d'un autre considéré par le locuteur comme plus valorisant, cherchant à provoquer un jugement de valeur plus favorable de la part de l'allocutaire, par ex. remplacer « gens » par « personnes », « plus » par « davantage », ou « parce que » par « car »[7].
- Réserver le mot « second » aux listes ne contenant que deux éléments et le mot « deuxième » à celles qui en ont plus. Cette distinction n'est pas obligatoire[9].

## Sociologie
L'hypercorrection, « phénomène caractéristique du parler petit-bourgeois » (Pierre Bourdieu), révèle, dans une société donnée, l'estime ou la valeur qu'attribuent ses locuteurs à certaines règles de langage. L'hypercorrection découlerait du concept d'insécurité linguistique introduit par William Labov en 1976 selon lequel le scripteur est pris dans une norme et en est conscient, ce qui le pousse à ajouter des marques graphiques perçues comme prestigieuses. Dans son étude sur l'accent circonflexe, Marie-Anne Paveau soulève l'idée qu'une faute d'orthographe serait alors plus souvent due à « des zones d'instabilité et d'insécurité du français » qu'à un manque de culture du scripteur.
Les situations dans lesquelles est produite l'hypercorrection concernent notamment les établissements scolaires. Les maîtres peuvent en effet la pratiquer et la perpétuer, comme lorsqu'en corrigeant une copie, ils barrent un mot pour le remplacer par un lexique plus spécifique, plus décoratif que nécessaire (ex. : « Pierre répondit oui [affirmativement] avec [par] un signe de tête. »). Parce qu'ils sont des modèles pour leurs élèves, ceux-ci vont tenter de les imiter. De plus, les manuels de grammaire, par la catégorisation des différents registres de langue, contribuent à l'hypercorrection. Il en va de même pour les manuels de lecture : les textes étudiés à l'école comportent bien plus d'inversions interrogatives que dans la littérature du xxe siècle. Cet enchaînement de normes et procédés légitimés par l'institution scolaire incite à la faute. Celle-ci aura un effet trompeur, l'élève n'ayant pas su adapter ces principes arbitraires au contexte et au registre. En effet, les manuels ne précisent pas ces nuances, mais préconisent ces marques comme des « mots magiques » visant à valoriser leur utilisateur. Livré à lui-même, l'élève doit découvrir seul les conditions tacites auxquelles doit satisfaire chaque forme de prestige pour être appropriée et être coopérative.
Le procédé d'hypercorrection se constate aussi au-delà de la sphère scolaire. Cette pratique de transmission de normes est dissociée en deux catégories par les sociolinguistes. D'une part, les « règles d'usage » doivent être respectées pour que le locuteur ne soit pas mis à l'écart du jeu social ; d'autre part, les « normes d'excellence » déterminent une hiérarchie entre les sujets, leur classement sur une échelle de valeurs. Une différence essentielle réside dans la façon dont elles sont communiquées. Si les premières sont proclamées publiquement et explicitées, les secondes sont implicites et transmises individuellement, par l'exemple ou la parole, de façon confidentielle. Selon le linguiste Alain Berrendonner, en ne dévoilant pas cette norme implicite, la didactique préserve les normes d'excellence et ce faisant perpétue les distinctions sociales.
La règle de la liaison est, en cela, un enjeu plus important que la concordance des temps, par exemple. En effet, d'une part, les liaisons sont plus faciles à respecter que la concordance des temps et, d'autre part, les fautes de liaison sont parfois beaucoup plus marquantes que les fautes de temps. Leur étude concerne alors la sociolinguistique.

Ainsi, selon V. Francis, sociologue, l'étude de l'hypercorrection permet de comprendre que, dans un groupe social, un élément qui s'exprime à l'oral réalise forcément des choix linguistiques qui révèlent sa posture par rapport au groupe : 

« Dans le domaine de la langue comme dans d'autres domaines, le rapport à la norme varie d'une situation à l'autre, d'un groupe social à l'autre à l'intérieur de la même société. Dans certaines situations les marges de liberté que les individus s'octroient par rapport à la norme témoignent d'une hypocorrection ou à l'inverse d'une hypercorrection qui sont, l'une comme l'autre, l'occasion de marquer leurs différences. »

L'hypercorrection d'un locuteur révèle aussi la valeur qu'il attribue au respect des règles dans un contexte d'énonciation précis. Le même locuteur fera des fautes d'hypercorrection dans un contexte et pas dans un autre. L'intérêt de l'étude de l'hypercorrection est à ce moment psycholinguistique.
Dans d'autres cas, l'hypercorrection d'un scripteur pourrait être aussi due à l'outil d'écriture. Par exemple, la linguiste Marie-Anne Paveau trouve plus d'ajouts superflus d'accents circonflexes dans un texte écrit avec un clavier que dans une copie manuscrite. L'explication donnée par Camille Martinez serait que, dans les copies manuscrites, l'accent circonflexe ralentit la vitesse d'écriture, ce qui ne serait pas le cas au clavier et que son absence n'empêche pas la lecture.